# Hopper Penn
Hopper Jack Penn (Los Ángeles, 6 de agosto de 1993) es un actor estadounidense. Ha aparecido en las películas Signs of Love (2022) y Devil's Peak (2023).

## Primeros años de vida
Nació en Los Ángeles, hijo de los actores Sean Penn y Robin Wright. Su hermana es Dylan Penn. Su nombre se debe a los actores Dennis Hopper y Jack Nicholson. Su padre casi lo llamó «Steak». Penn ha admitido que la relación «difícil» de sus padres le pasó factura. Pasó su infancia en Ross (California) y se mudó a Los Ángeles en 2009, tras la separación de sus padres.

## Carrera
Interpretó a Morgan Fairchild Williams, el primo en la vida real del cineasta Michael Maxxis, junto a Paz de la Huerta y Rosanna Arquette en la película de Maxxis de 2020, Puppy Love. Mientras se preparaba para el papel, vivió con Williams en su apartamento.
En 2021, interpretó a Nick en Flag Day, protagonizada por su padre y su hermana.
En 2022, interpretó a Frankie en Signs of Love, en la que se reencontró con su hermana y Arquette.
En 2023, interpretó a Jacob McNeely junto a su madre y Billy Bob Thornton en Devil's Peak.
También interpretó el papel principal en el cortometraje de 2023 Let Me Go (The Right Way), que fue escrito por Owen King y Destry Spielberg y dirigido por esta última.

## Vida personal
El 4 de abril de 2018, Penn y su entonces novia, la actriz Uma von Wittkamp, fueron arrestados en Nebraska por posesión de drogas luego de que la policía los detuviera por no hacer señales. Fueron llevados a la cárcel del condado de Hamilton en Aurora (Nebraska). Luego fueron liberados de la cárcel el 5 de abril después de pagar una fianza. Se declaró culpable de un delito menor.
Ha admitido tener una adicción a la metanfetamina y ha ido a rehabilitación. Él le da crédito a su padre por haber superado su adicción a las drogas.
Ha declarado en 2023 que no se considera un nepo baby.
En mayo de 2023, fue fotografiado con la actriz Zoe Bleu Sidel, con quien protagonizó Signs of Love.

## Filmografía
| Año  | Título                  | Papel           | Notas             |
| ---- | ----------------------- | --------------- | ----------------- |
| 2011 | Back in the Game        | Cowboy          | Cortometraje      |
| 2014 | The Men of Santa Muerte | Will            | Cortometraje      |
| 2015 | Endings, Inc.           | Rusty           | Cortometraje      |
| 2016 | The Last Face           | Billy Boggs     |                   |
| 2017 | Life Boat               | Desconocido     | Cortometraje      |
| 2017 | War Machine             | Nick Farrenberg |                   |
| 2018 | Between Worlds          | Rick            |                   |
| 2019 | The Arrangement         | Desconocido     | Cortometraje      |
| 2020 | Puppy Love              | Morgan          | También productor |
| 2021 | Flag Day                | Nick Vogel      |                   |
| 2021 | The Cleaner             | Trent           |                   |
| 2022 | Let Me Go the Right Way | Aiden           | Cortometraje      |
| 2022 | Signs of Love           | Frankie         |                   |
| 2022 | Night of the Cooters    | Sweets          | Cortometraje      |
| 2023 | Devil's Peak            | Jacob           |                   |
| 2023 | The Good Mother         | Ducky           |                   |